# Kis pávaszem
A kis pávaszem (Saturnia pavonia) a rovarok (Insecta) osztályának lepkék (Lepidoptera) rendjébe, ezen belül a pávaszemek (Saturniidae) családjába tartozó faj.

## Előfordulása
A kis pávaszem Európa legnagyobb részén, valamint Ázsiában egészen a Távol-Keletig mindenütt elterjedt. A hegyvidékeken 2000 méter tengerszint feletti magasságig is megtalálható. Nem ritka, olykor tömegesen is elszaporodik.

## Alfajai
- Saturnia pavonia pavonia
- Saturnia pavonia josephinae (Schawerda, [1924])
- Saturnia pavonia colombiana

## Megjelenése
A kis pávaszemnek két pár szárnya van. Szárnyfesztávolsága 50–60 milliméter, a nőstény nagyobb a hímnél. A nőstény alapszíne szürke, a hímé narancssárga-barna. Mind a négy szárnyon, egy-egy szemhez hasonló folt van. A kifejlett példányoknak nincs szájszervük, míg a lárvák egy pár rágó szájszervvel rendelkeznek.

## Életmódja
A kis pávaszem a lápok, lomb- és elegyes erdők meleg tisztása és fenyérek lakója. A hímek nappal röpködnek, a nőstények éjszaka. A lárvák különféle növények leveleit eszik, a felnőttek nem táplálkoznak. A hernyókat leginkább a sűrű aljnövényzetben találhatjuk meg, ahol sok csarab nő. Kökényen, málnán, szedren, gyertyánon, fűzön stb. is előfordulnak. Imágóként 3-4 hétig élnek, összesen azonban mintegy 3 évig.

## Szaporodása
A nőstény, a petéket körülbelül 20-as csomókban rakja le a táplálékul szolgáló növény szárára. A hernyók éjszaka kelnek ki, és megkezdik a táplálkozást a növényeken. A hernyó négyszer vedlik, és mindannyiszor világoszöld színt vesz fel, és sárga vagy narancssárga, szőrökkel borított szemölcsöket növeszt. A báb ibolyakék-barna, rostos kokonban van, melyet a hernyó nyáron sző. A felnőtt lepke ebben fejlődik, és 1-3 év után kel ki.

## Rokon fajok
A kis pávaszem rokon a nagy pávaszemmel (Saturnia pyri).

## Képek

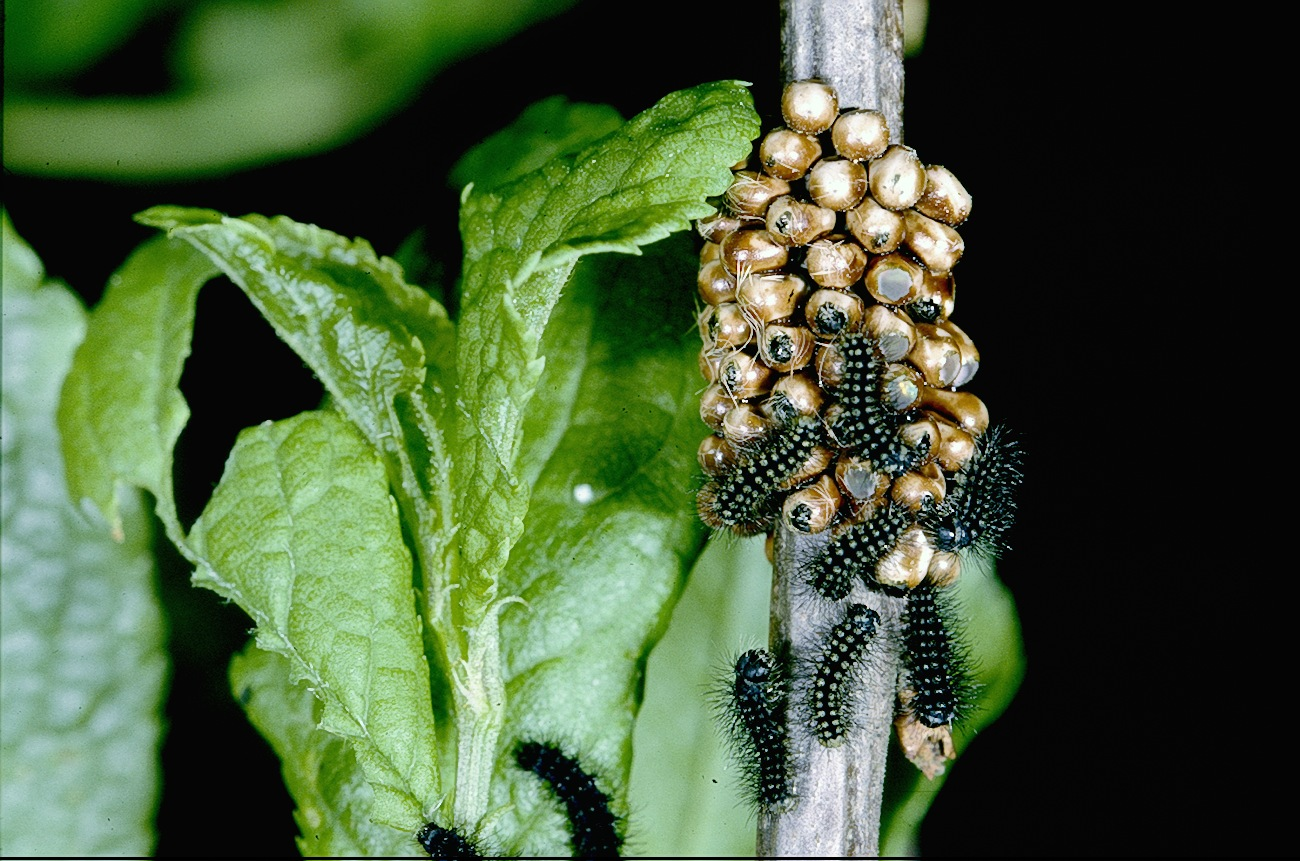
A petéi
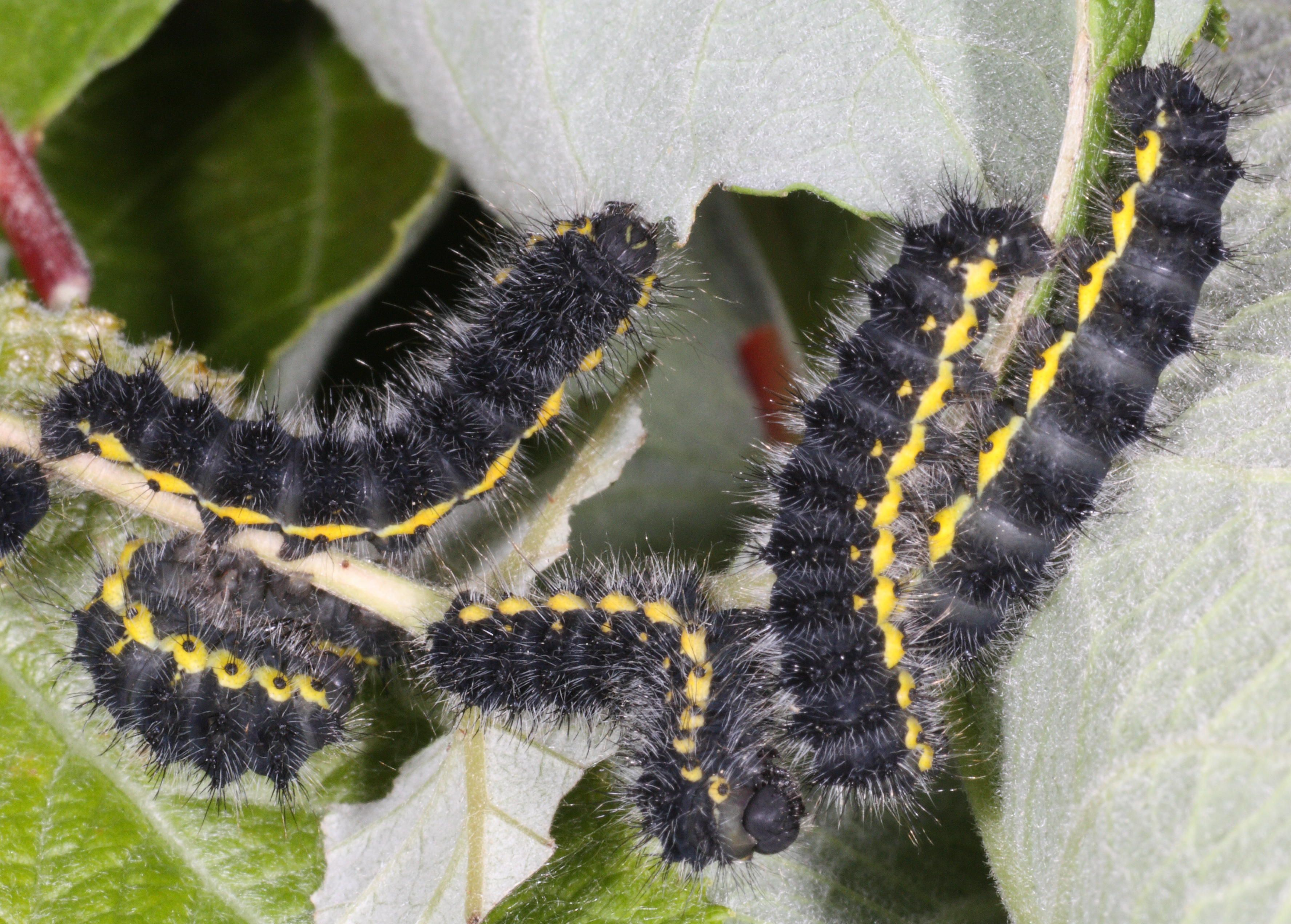
A fiatalabb lárvák
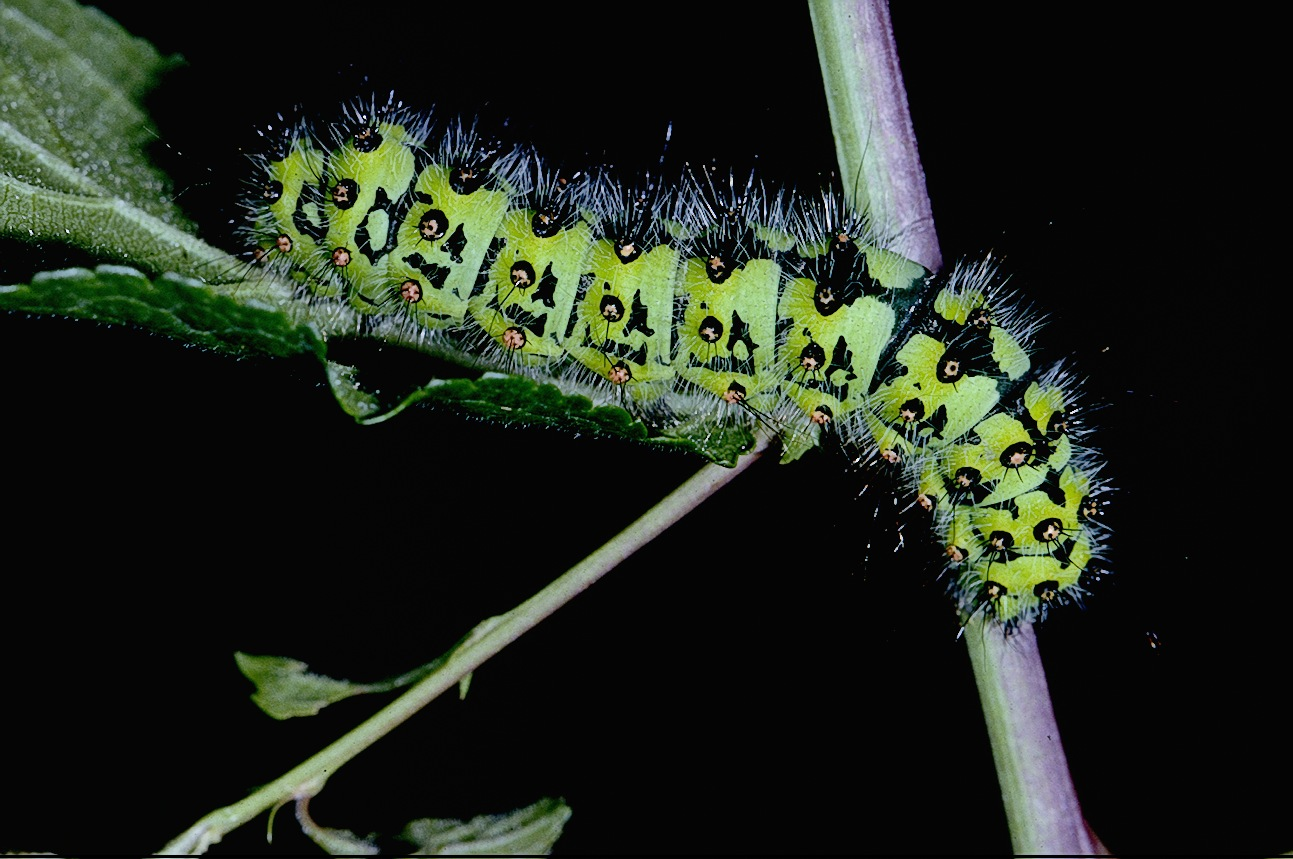
és a hernyója
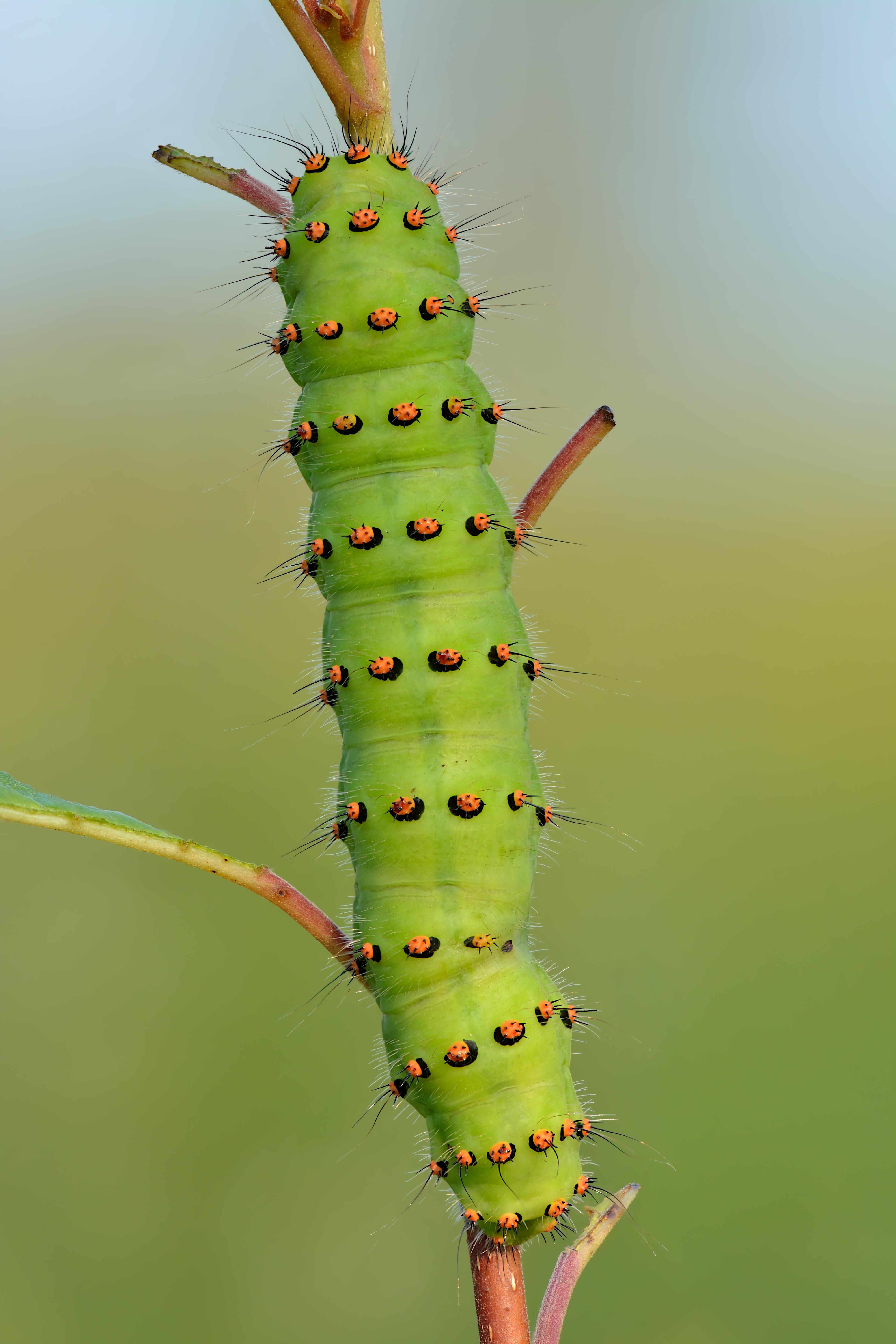
Az idosebb lárva
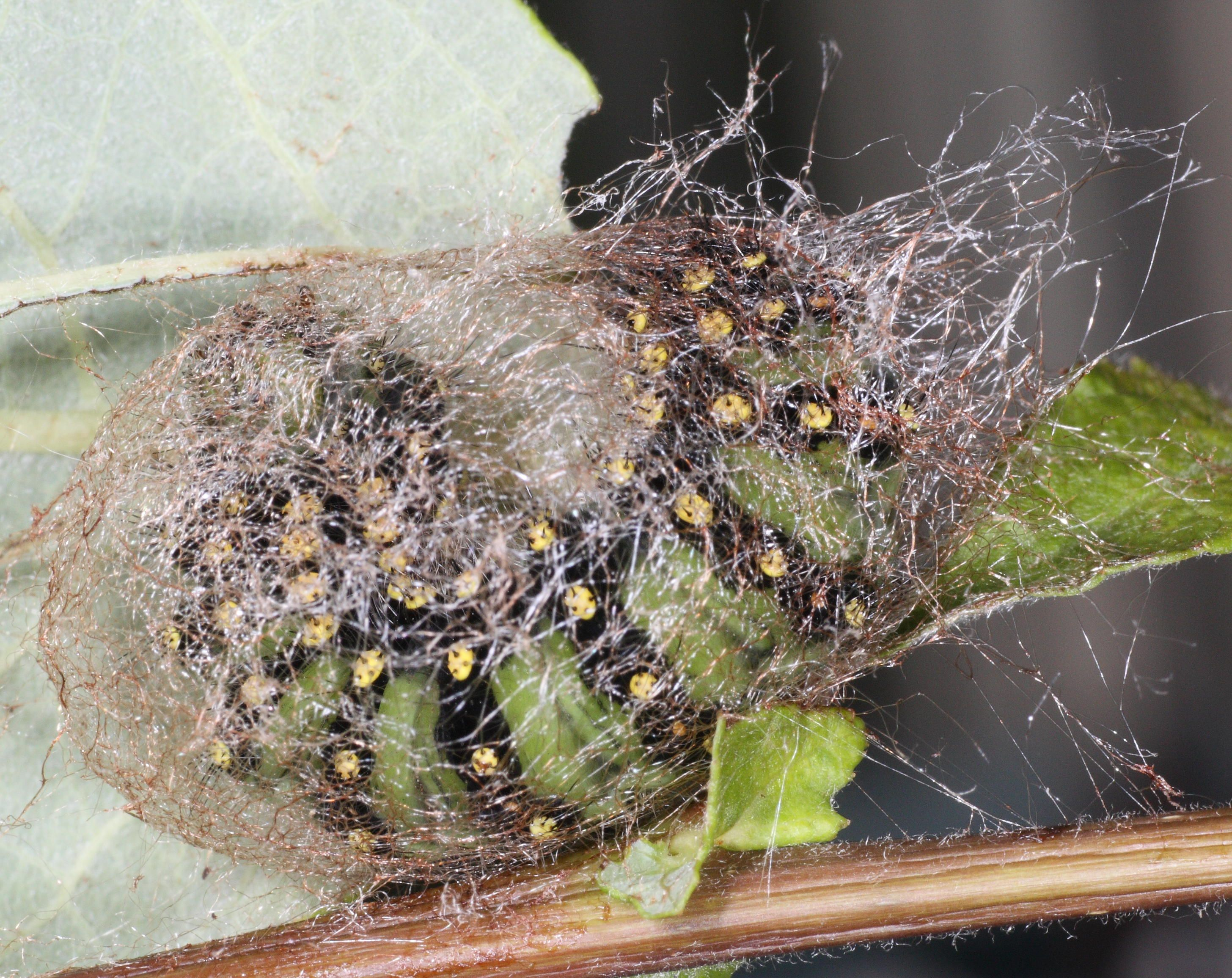
Bábok
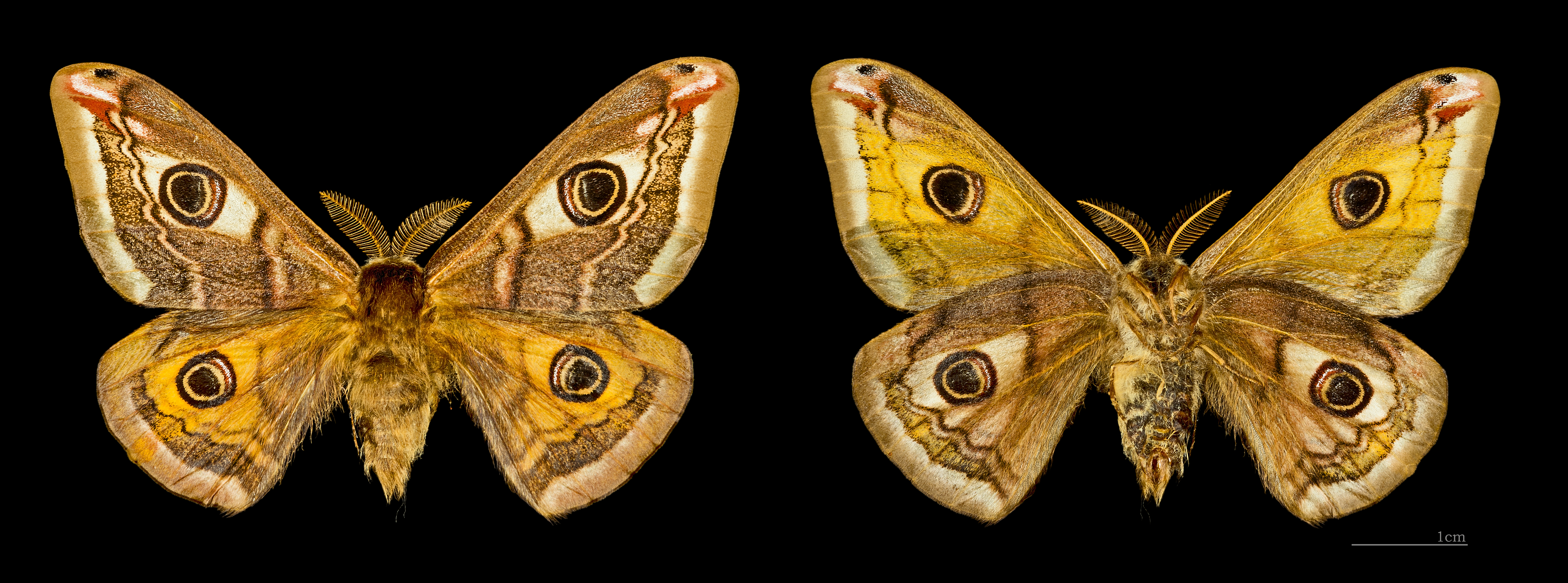
♂
♀